# Västergård
Västergård är en stadsdel i Södertälje i Södermanland.

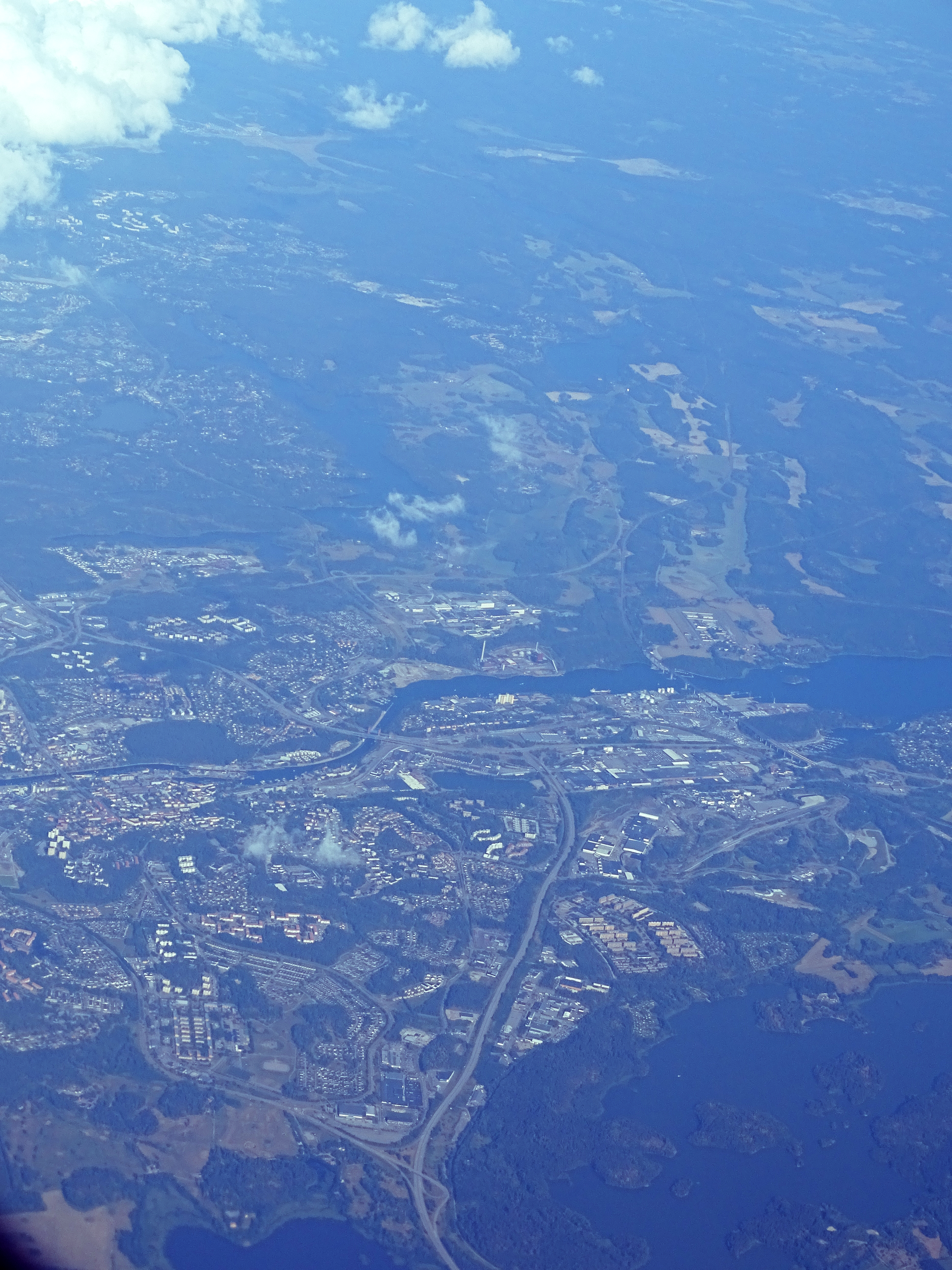

## Historia
Området började bebyggas på 1960-talet. Bebyggelsen består främst av flerfamiljshus i kommunala Telge Bostäders regi. De äger hela 242 lägenheter i området. Emellertid finns också flera egnahem mellan stadsdelens centrum, Västergatan och Lundbygatan samt i anslutning till Soldalsvägen. Fastighetsbolagen Berg & Björhäll samt Lundbergs byggde stora delar av områdena. Ursprungligen hyrdes de framför allt ut till Scania och dess anställda. Detta gällde exempelvis i fallet med tegelbyggnaderna på Erikshällsgatan och Lundbygatan. Många av de inflyttade kom från områden som förlorat på strukturomvandlingen. I Västergårds fall gällde det framför allt från Norrland.
Området har på senare år blivit alltmer populärt på grund av sin närhet till stadskärnan och Torekällberget.

## Samhälle och service
Västergård har ett relativt stort centrum. Det finns flera matbutiker, kiosker, restauranger, frisersalonger och liknande. Det finns även ett kommunalt center i from av Västergårds fritidsgård & squashhall som öppnade 1973. I Västergård finns grundskolan Soldalaskolan. Flera gymnasieskolor, komvux och annan utbildning finns även på Västergårds utbildningscenter, vilket dock vanligtvis brukar anses ligga utanför stadsdelen namnet till trots.